# Мала Јазбина
Мала Јазбина је насељено место у саставу Града Самобора у Загребачкој жупанији, Хрватска. До територијалне реорганизације у Хрватској налазила се у саставу старе загребачке приградске општине Самобор.

## Становништво
На попису становништва 2011. године, Мала Јазбина је имала 484 становника.

## Попис1991.
На попису становништва 1991. године, насељено место Мала Јазбина је имало 418 становника, следећег националног састава:
| Попис 1991.‍ | Попис 1991.‍ | Попис 1991.‍ | Попис 1991.‍ | Попис 1991.‍ |
| ----------- | ----------- | ----------- | ----------- | ----------- |
|             |             |             |             |             |
| Хрвати      | Хрвати      |             | 408         | 97,60%      |
| Југословени | Југословени |             | 1           | 0,23%       |
| Словенци    | Словенци    |             | 1           | 0,23%       |
| Срби        | Срби        |             | 1           | 0,23%       |
| Чеси        | Чеси        |             | 1           | 0,23%       |
| непознато   | непознато   |             | 6           | 1,43%       |
| укупно: 418 |             |             |             |             |